# Cerisy-la-Forêt
Cerisy-la-Forêt – miejscowość i gmina we Francji, w regionie Normandia, w departamencie Manche.
Według danych na rok 1990 gminę zamieszkiwały 784 osoby, a gęstość zaludnienia wynosiła 33 osoby/km² (wśród 1815 gmin Dolnej Normandii Cerisy-la-Forêt plasuje się na 291. miejscu pod względem liczby ludności, natomiast pod względem powierzchni na miejscu 73.).

## Zabytki
- kościół romański zbudowany około 1080[1] roku.